# حامد باتيل
السير المفتي حميد باتل CBE (مواليد مارس 1979) هو قائد تربوي بريطاني يشغل حاليًا منصب الرئيس المؤقت لمكتب المعايير في التعليم خدمات الأطفال ومهاراتهم (أوفستيد) والمدير التنفيذي لـ أكاديميات ستار، التي تعد واحدة من أنجح مجموعات المدارس متعددة الأكاديميات في بريطانيا. خلال مسيرته المهنية، عمل السير حميد على تحسين النتائج التعليمية، مع التركيز على الطلاب من المجتمعات المحرومة.

## المناصب القيادية الحالية

### الرئيس المؤقت لأوفستد
في مارس 2025، تم تعيين السير المفتي حميد باتل رئيسًا مؤقتًا لمجلس أوفستد، خلفًا لـ السيدة كريستين رايان، التي أعلنت في نوفمبر 2024 أنها ستتنحى عن منصبها.
شغل السير حميد منصب عضو في المجلس منذ عام 2019، ومن المتوقع أن تستمر رئاسته المؤقتة لمدة تصل إلى خمسة أشهر، يجري خلالها البحث عن خليفة دائم للمنصب.
أشاد المفتش الرئيسي لجلالة الملك، السير مارتن أوليفر، بأهمية تعيين السير حميد، مشيرًا إلى أنه سيساعد أوفستد "خلال فترة من التحديات الكبيرة والتغيرات، التي تتوج بمشاوراتنا الحالية حول النهج المستقبلي لتفتيش المؤسسات التعليمية".

### الرئيس التنفيذي لأكاديميات ستار
يشغل السير حميد منصب الرئيس التنفيذي لـ أكاديميات ستار منذ تأسيسها في عام 2010. تحت قيادته، توسعت الشبكة لتدير 36 مدرسة ابتدائية وثانوية في عدة مناطق عبر المملكة المتحدة، بما في ذلك لانكشاير، ومانشستر الكبرى، وغرب يوركشاير، ومنطقة ميدلاندز، ولندن.
وقد حققت هذه المؤسسات سجلًا متميزًا من الإنجازات، حيث تخدم العديد منها الطلاب من المجتمعات المحرومة.
يؤكد نهج القيادة الذي يتبعه السير حميد باتل في أكاديميات ستار على الطموحات العالية لجميع الطلاب، بغض النظر عن خلفياتهم. ومن خلال رؤيته الإستراتيجية وكفاءته التشغيلية، نجح في تحويل الشبكة إلى واحدة من أكثر المؤسسات التعليمية كفاءة في البلاد، حيث حصلت العديد من مدارسها على تقييمات متميزة من أوفستد واحتلت مراكز متقدمة في التصنيفات الوطنية.

### المناصب القيادية التعليمية الإضافية
بالإضافة إلى أدواره الأساسية، يشغل السير حميد العديد من المناصب المهمة الأخرى في قطاع التعليم في المملكة المتحدة. وهو نائب رئيس المعهد الوطني للتعليم، كما يترأس كلًّا من لجنة تكريمات التعليم واتحاد صناديق المدارس.
كما يشغل السير حميد منصب رئيس لجنة المنح والتقييم في صندوق تمكين الشباب، كما يحمل لقب أستاذ شرفي في التربية والتعليم بجامعة برمنغهام.

## المسيرة المهنية

### البداية المهنية في قطاع التعليم
بدأ السير حميد مسيرته القيادية في مجال التعليم من خلال توليه منصب مدير مدرسة توحيد الإسلام الثانوية للبنات في بلاكبول. وخلال فترة قيادته، حصلت المدرسة على تقييمات متميزة من أوفستد، مما عزز سمعته كقائد تربوي قادر على تحقيق التحسينات المؤسسية. وقد مهد هذا النجاح المبكر الطريق لإنجازاته اللاحقة على نطاق أوسع.

### تأسيس أكاديميات ستار
في عام 2010، أسس السير حميد مؤسسة تعليم توحيد الإسلام، والتي تم تغيير اسمها لاحقًا إلى أكاديميات ستار، لتكون بداية واحدة من أنجح شبكات المدارس متعددة الأكاديميات في المملكة المتحدة. بدأ المشروع بخطوات متواضعة، لكنه أشرف على توسعها إلى شبكة تضم 36 مدرسة تخدم آلاف الطلاب. وقد تم الاعتراف بالصندوق التعليمي بفضل إنجازاته الأكاديمية ومشاركته المجتمعية، خاصة في المناطق التي تواجه تحديات اجتماعية واقتصادية.

### القيادة الوطنية للنظام التعليمي
وسع السير حميد دوره كقائد تعليمي ليصبح شخصية بارزة في تطوير السياسات التعليمية الوطنية في المملكة المتحدة. شملت مساهماته العديد من المجالات، بما في ذلك تدريب المعلمين، وتطوير القيادة، والتماسك المجتمعي، وإصلاح المناهج الدراسية، ومبادرات التنقل الاجتماعي. كصوت مرموق في القطاع، شارك في العديد من المنتديات الوطنية والدولية التي تركز على تحسين النتائج التعليمية والتعامل مع التحديات الهيكلية.

## الفلسفة التعليمية والنهج التربوي

### الالتزام بالمجتمعات المحرومة
يشكل دعم الأطفال والشباب من البيئات المحرومة جوهر فلسفة السير حميد التعليمية. يؤمن بأهمية تحديد طموحات عالية لجميع الطلاب وتهيئة بيئات تُمكنهم من تحقيق النجاح أكاديميًا وشخصيًا. وقد وجهت هذه الرؤية عمله الشخصي وأيضًا الفلسفة العامة التي تتبعها أكاديميات ستار، والتي حققت نجاحًا ملحوظًا في تحسين نتائج الطلاب في البيئات الصعبة.

### التميز والابتكار
يركز نهج السير حميد على تحقيق التميز التعليمي عبر جميع المؤسسات التي يؤثر فيها. تحت قيادته، عملت أكاديميات ستار على الحفاظ على معايير أكاديمية عالية مع الابتكار في أساليب التدريس والتعلم.
دعا السير حميد قادة المدارس إلى تخفيف الأعباء الإدارية على الموظفين بدلاً من زيادتها، محذرًا من أن يكونوا "بيروقراطيين بشكل مفرط". كما حرص على الجمع بين البحث الأكاديمي والتطبيق العملي لضمان اعتماد أساليب تدريس قائمة على الأدلة.
في عام 2023، وتحت قيادة السير حميد، أطلقت أكاديميات ستار شراكة مع إيتون كوليدج، إحدى أعرق المدارس الخاصة في بريطانيا، بهدف إنشاء ست كليات انتقائية للتعليم الثانوي. وقد تم الإشادة بهذه المبادرة باعتبارها نهجًا مبتكرًا لسد الفجوات التعليمية وتوسيع الفرص للطلاب الموهوبين من خلفيات متنوعة.

### الاندماج والتماسك المجتمعي
جانب آخر مهم في نهج السير حميد التعليمي هو تركيزه على الاندماج والتماسك المجتمعي. تسعى مدارسه إلى تعزيز التفاهم والحوار بين مختلف الخلفيات والتقاليد، مما يعكس التزامه الأوسع باستخدام التعليم كأداة للتكامل الاجتماعي وتعزيز التماسك المجتمعي.

## التكريم والجوائز

### الأوسمة الملكية
تم الاعتراف بمساهمات السير حميد في مجال التعليم من خلال أوسمة ملكية. ففي عام 2015، حصل على وسام قائد الإمبراطورية البريطانية (CBE) تقديرًا لخدماته في قطاع التعليم. ثم حصل على لقب الفروسية في تكريمات عيد ميلاد الملكة لعام 2021.

### التقدير في قطاع التعليم
حظي حميد بتقدير واسع في قطاع التعليم. وُصف بأنه "قائد ذو تأثير كبير في قطاع التعليم، يشتهر بأثره التحويلي على السياسات والممارسات التعليمية". وقد نالت قيادته لأكاديميات ستار إشادة خاصة، حيث تم الاعتراف بالصندوق التعليمي بفضل إنجازاته المستمرة وتأثيره الإيجابي على المجتمعات المحرومة. في عام 2023، كانت ثماني مدارس من بين أفضل عشرين مدرسة في بريطانيا تديرها أكاديميات ستار.

## الخلفية الشخصية
السير المفتي حميد باتل بريطاني من أصول مسلمة. ولد في مارس 1979 في داروين، لانكشاير. كان والده يوسف مسؤولًا إداريًا في المجلس المحلي، بينما كانت والدته ممتاز ربة منزل. وقد هاجر والداه من بهروتش، غوجارات، الهند في سبعينيات القرن العشرين. لديه ثلاث أخوات وأخ واحد.
ترك حميد المدرسة في سن 16 عامًا، وهو من مشجعي نادي ليفربول. درس ليصبح مفتيًا، وحصل لاحقًا على درجة الماجستير في التربية من الجامعة المفتوحة. بدأ حياته المهنية في المجلس المحلي في مجال تعليم الكبار، ثم شغل منصب مدير مدرسة توحيد الإسلام الثانوية للبنات.

## الجدل والانتقادات
انتقد السير حميد الرواية الرسمية المحيطة بقضية "حصان طروادة" في برمنغهام عام 2014، والتي تم دحضها لاحقًا، مشيرًا إلى أن هذه الحادثة أثارت قلق بعض المسلمين من أن التعبير عن دينهم قد يؤدي إلى "شك المؤسسة الرسمية". كما نفى مزاعم وجود مؤامرة إسلامية للسيطرة على المدارس في برمنغهام، متخذًا موقفًا يختلف بشكل ملحوظ عن بعض الشخصيات السياسية البارزة في ذلك الوقت.
في عام 2010، عندما كان السير حميد مديرًا لـمدرسة توحيد الإسلام الثانوية للبنات، تعرض لانتقادات بسبب استضافته للشيخ عبد الرحمن السديس، وهو داعية سعودي واجه اتهامات سابقة بإدلائه بتصريحات معادية للسامية.
في عام 2018، تعرض الصندوق التعليمي الذي يرأسه السير حميد لهجوم إلكتروني معقد، حيث تم إرسال رسائل بريد إلكتروني احتيالية انتحلت صفة الموردين وموظفي الصندوق، مما أدى إلى تحويل مالي احتيالي بقيمة 77,370 جنيهًا إسترلينيًا.